# Војна хунта
Војна хунта је један од облика ауторитарне власти. На власт долази недемократски, обично насилним пучевима. 
Појава војних хунти је била честа у Латинској Америци током 20. века. Реч хунта (шп. junta) долази из шпанског језика, и значи одбор, обично управни одбор.Настао је у националној и локалној хунти коју је организовао шпански отпор Наполеоновој инвазији на Шпанију 1808. године.
Данас се термин користи за опис аутократских власти карактеришу олигархијска војна диктатура, за разлику од других облика овакве власти - власти појединца или једнопартијског, недемократског владања.
Понекад од хунте настаје војна диктатура, али ови изрази нису синоними.

## Познати примери владавине војне хунте
Од 1920. војне хунте су биле чест пример владавине у Латинској Америци у облику "институционализоване, високо професионалне хунте" на чијем челу су били војни команданти, уз подршку шефова полиције или других кључних тела. 
У свету је и данас присутна хунта као власт у појединим земљама Африке попут Буркине Фасо, Чада, Гвинеје или Судана. 
На европском тлу, по владању хунте познате су Грчка(1967-1974), Пољска (1981 - 1983),Португал (1926-1933 и 1974-1975), те Турска у којој је такође у два наврата (1960-1961 и 1980-1983) власт успостављана на овај начин.
Аугусто Пиноче је предводио војну хунту која је извршила државни удар у Чилеу 1973. године и збацила социјалистичког председника Салвадора Аљендеа и увела војну диктатуру. 
12. августа 1981. генерал Леополдо Галтијери је постао председник Аргентине у војном удару. Нова владајућа војна хунта је започела планове за окупацију Фолкландских Острва у намери да скрене пажњу јавности са тешке економске ситуације и тако је избио Фолкландски рат.
У Грчкој је на власти била војна хунта од 1967. до 1974. године, у њеној свргавању имале су утицаја демонстрације 17. новембра 1973. и група Седамнаести новембар. 

## Списак земаља војне хунте
Примери земаља у којима је војна хунта била или је још увек облик уређења.

### Африка
1. Алжир - (1965–1976)
2. Буркина Фасо - (2022–)
3. Чад - (2021–)
4. Египат – (2011–2012)
5. Етиопија – (1974–1987)
6. Гвинеја – (2021–)
7. Либерија –  (1980–1984)
8. Либија Либија Либија – (1969–1977), (1977–2011)
9. Мали – (2020–)
10. Мауританија – (1978–1979), (1979–1992), (2005–2007), (2008–2009)
11. Нигерија – [ (1966–1979), (1983–1998)
12. Сијера Леоне – (1967–1968), (1997–2002)
13. Сомалија – (1969–1976), (1980–1981)
14. Судан – (1989–1993), (2019), (2021–)
15. Гамбија – (1994–1996)

### Америка
1. Аргентина – (1966–1973), (1976–1983)
2. Боливија – (1970–1971), (1980–1982)
3. Бразил – (1930–1945), (1964–1985)
4. Чиле – (1973–1990)
5. Ел Салвадор – (1931), (1960–1961), (1961–1962), (1979–1982)
6. Гватемала – (1954)
7. Хаити –  (1991–1994)
8. Никарагва – (1979–1985)
9. Перу – (1968–1980)
10. Уругвај – (1973–1985)
11. Венецуела - (1948–1958)

### Азија
1. Бангладеш – (1975–1981), (1982–1990)
2. Грузија – влада која је трајала од 6. јануара до 10. марта 1992.
3. Индонезија – (1967–1998)
4. Мјанмар  Мјанмар – (1988–2011), (1988 - 1997), (2021–present)
5. Пакистан – (1958–1969), (1969–1971), (1977–1988), (1999–2008)
6. Јужна Кореја –(1961–1963)
7. Република Кина – (1948–1991)

### Европа
1. Грчка – (1967–1974)
2. Пољска – (1981–1983)
3. Португалија – (1974–1975)
4. Турска –  (1980–1983)

### Океанија
1. Фиџи –  (2006–2014)[3]